# جان أورتيغا
جان أورتيغا (بالإسبانية: Iliana Ortega)‏ هي فنانة مكسيكية، ولدت في 12 مايو 1981.

## وصلات خارجية
- الموقع الرسمي